# Kanybek Zholchubekov
Kanybek Zholchubekov (8 de octubre de 1989) es un luchador kirguís de lucha grecorromana. Compitió en el Campeonato Mundial de 2013 consiguiendo un séptimo puesto. Ganó una medalla de plata en los Juegos Asiáticos de 2010 y la 7.ª posición en 2014. Obtuvo cinco medallas en Campeonatos Asiáticos, de oro en 2016. Primero en Campeonato Mundial Universitario de 2014. Campeón Mundial de Juniores del año 2008.